# David Soren
David Soren est un animateur, acteur et réalisateur canadien né le 19 avril 1973 à Toronto. Il est principalement connu pour avoir réalisé et co-écrit le film d'animation sorti en 2013, Turbo, ainsi que pour avoir réalisé Les Aventures de Capitaine Superslip sur un scénario de Nicholas Stoller. Il a également été responsable de l’histoire sur Gang de requins. Il a aussi prêté sa voix à d'autres films de DreamWorks comme Gang de requins ou Baby Boss.

## Filmographie

### Réalisateur
- 2009 : Joyeux Noël Madagascar
- 2013 : Madagascar à la folie
- 2013 : Turbo
- 2017 : Les Aventures de Capitaine Superslip
- 2023 : Sous la promenade

### Scénariste
- 2004 : Gang de requins
- 2009 : Joyeux Noël Madagascar
- 2013 : Madagascar à la folie
- 2013 : Turbo
- 2013 : Turbo FAST (1 épisode)

### Animateur
- 1996 : Toonstruck
- 2001 : Shrek
- 2004 : Gang de requins
- 2006 : Nos voisins, les hommes

### Artiste de storyboard
- 2000 : La Route d'Eldorado
- 2000 : Chicken Run

### Acteur
- 2004 : Gang de requins : une crevette, un ver et la première étoile de mer
- 2004 : Gang de requins : Philippe le Caviar, Tony et Repo-Fish
- 2008 : Madagascar 2 : un lémurien
- 2009 : Joyeux Noël Madagascar : des lémuriens
- 2010 : Neighbors from Hell : Josh Hellman (10 épisodes)
- 2013 : Turbo : l'escargot ouvrier, l'escargot qui n'arrive pas à rempiler et le chef de la bande de Gagne
- 2014 : Almost Home : Ernie
- 2017 : Baby Boss : Jimbo